# Dialekt wysokopruski
Dialekt wysokopruski (niem.: Hochpreußisch) – środkowoniemiecki dialekt używany na ograniczonym obszarze Prus Wschodnich do roku 1945. Jego użytkownikami byli potomkowie osadników ze Śląska, Łużyc, Saksonii Górnej i Turyngii, którzy przybywali do Prus od XIII wieku.

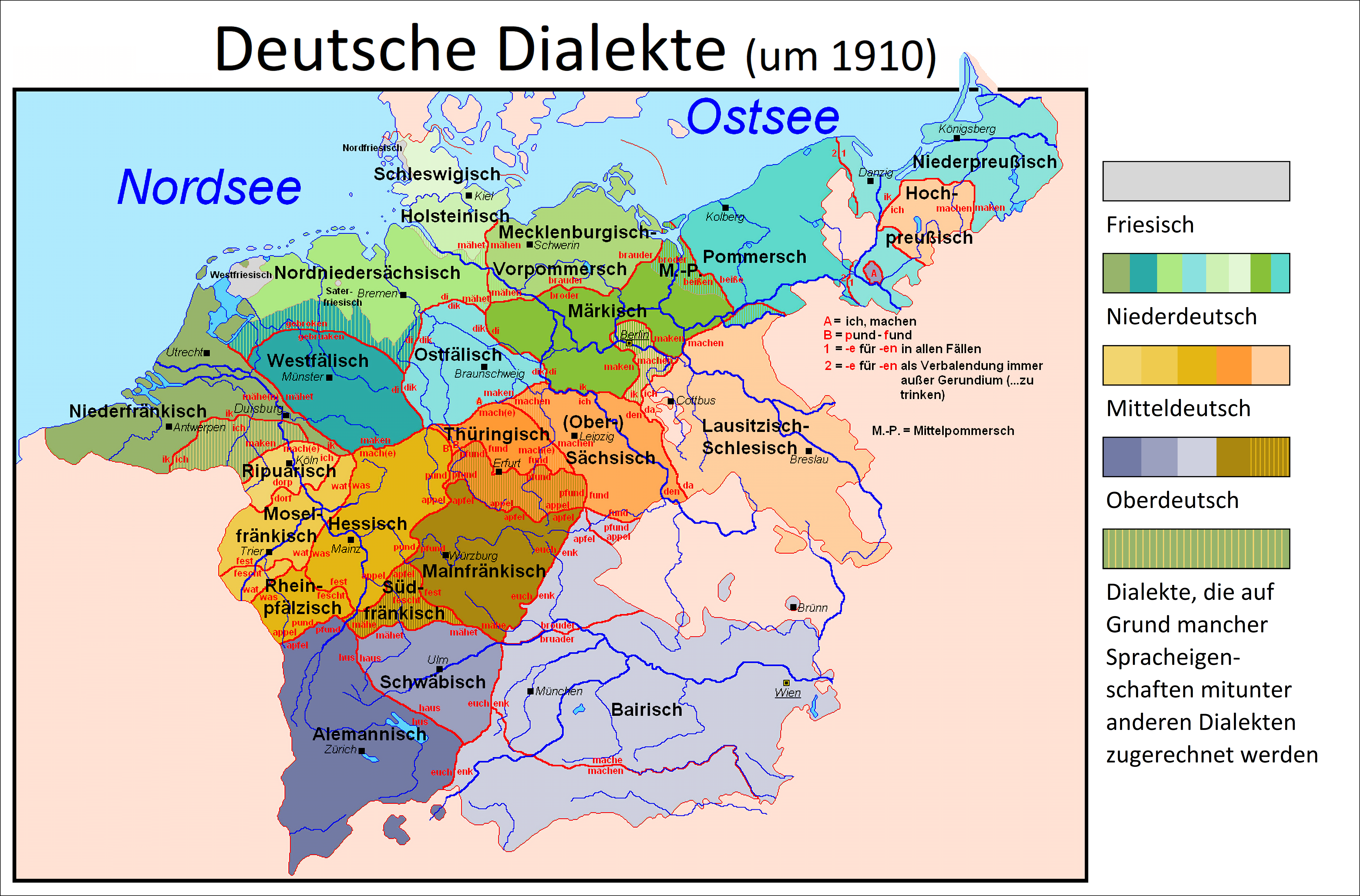
Dialekty języka niemieckiego w 1910 roku. Widoczny zasięg dialektu wysokopruskiego (Hochpreußisch).

Należy do dialektów języka wysokoniemieckiego (w przeciwieństwie do dolnopruskiego, który jest dialektem dolnoniemieckim) i używany był przede wszystkim w środkowej i zachodniej Warmii i w Prusach Górnych. Obszar tego dialektu graniczył od zachodu, północy i wschodu z obszarem dialektu dolnopruskiego, natomiast od południa z obszarem polskiego dialektu mazurskiego (uznawanego też za gwarę dialektu mazowieckiego).
W efekcie II wojny światowej niemalże cała ludność posługująca się dialektem uciekła lub została wysiedlona na zachód od Odry.

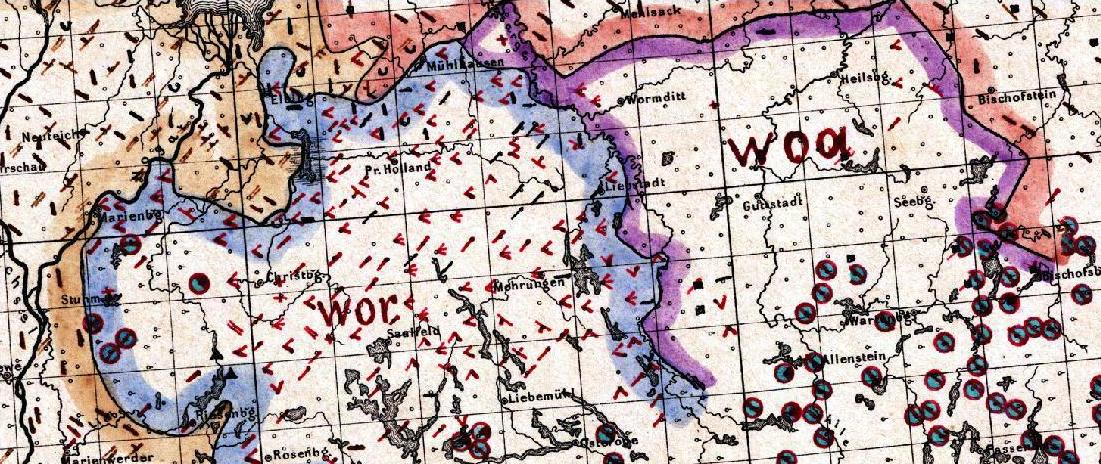
Zasięg dialektu wysokopruskiego z podziałem na gwary Oberländisch i Breslausch (na podstawie różnic: wor- i woa-).

Na wysokopruski składają się dwie grupy gwarowe:
- Oberländisch (górnopruska) – zachodnia część obszaru (Prusy Górne i ziemia malborska)
- Breslausch ("wrocławska", prawdopodobnie oparty na niemieckiej gwarze wrocławskiej) – wschodnia część obszaru (zachodnia i środkowa Warmia: Orneta, Dobre Miasto, Lidzbark Warmiński)

## Linki zewnętrzne

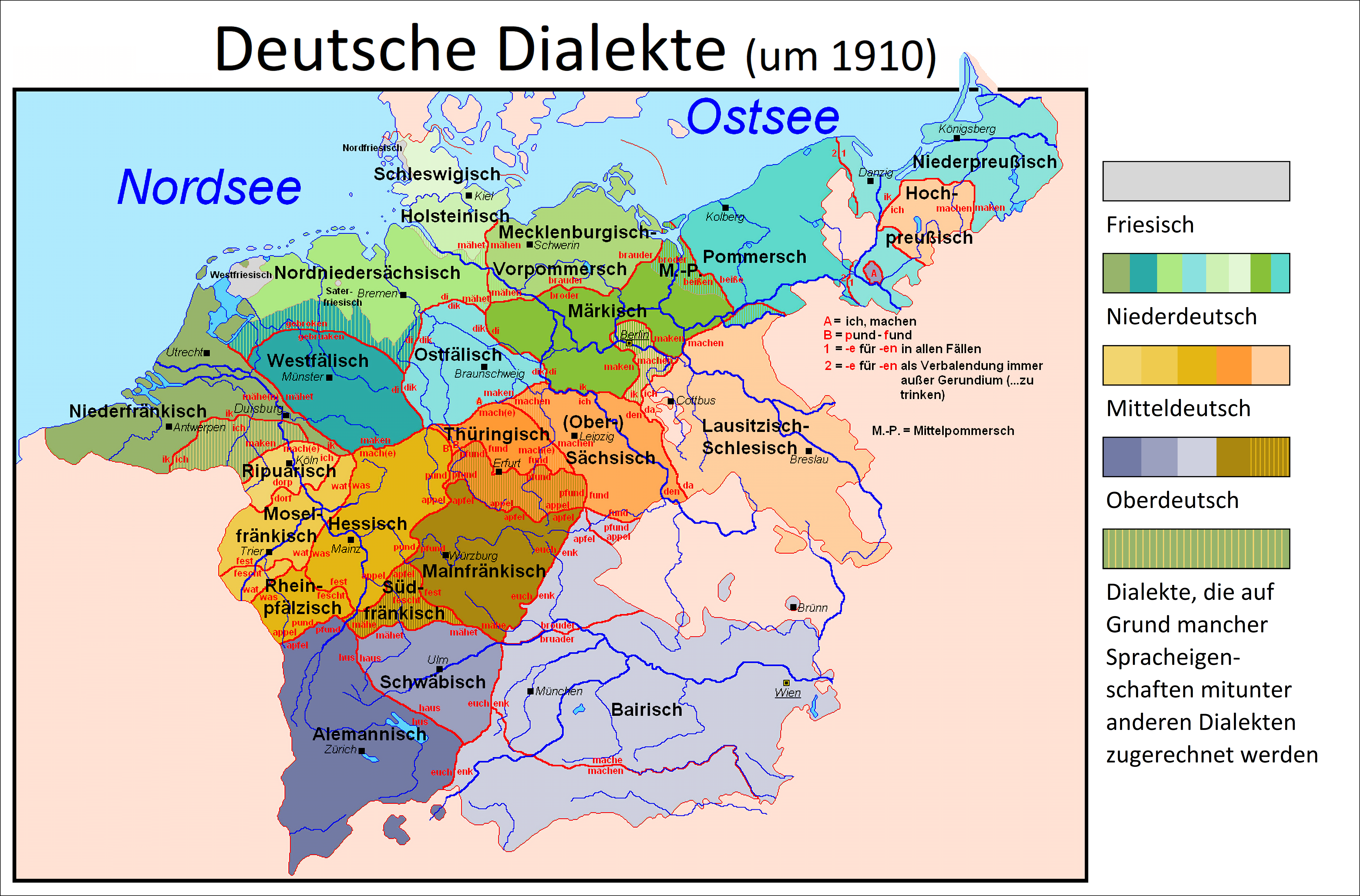
Historyczny zasięg dialektu wysokopruskiego (kolor pomarańczowy w Prusach Wschodnich)